# Łozice (powiat pyrzycki)
Łozice (niem. Loist) – osada w Polsce położona w województwie zachodniopomorskim, w powiecie pyrzyckim, w gminie Kozielice.
W latach 1975–1998 miejscowość należała administracyjnie do województwa szczecińskiego.
W centralnej części wsi znajduje się późnogotycki kościół z końca XV wieku. Jest to świątynia salowa bez wyodrębnionego prezbiterium. Kościół wzniesiony jest z kamienia.